# Борис Немцов
Борис Ефимович Немцов е руски бизнесмен, политик и държавник. Един от създателите на партия „Съюз на десните сили“. Бивш първи заместник-председател на правителството и министър на Руската федерация и кандидат за президент на изборите през 2008 година. На 27 февруари 2015 г. е убит от неизвестен извършител с четири изстрела в центъра на Москва.

## Кратка биография
Роден е на 9 октомври 1959 г. в град Сочи, в семейството на Ефим Давидович Немцов и Дина Яковлевна Ейдман – лекар, педиатър, от еврейски произход.
Учи в град Горки, където завършва средно и висше образование. През 1981 година завършва Радиофизическия факултет на Горкиевски държавен университет, по-късно работи в научноизследователски институт. Занимава се с проблеми на физиката на плазмата, акустиката и хидродинамиката. Преподава частни уроци по английски език.
В началото на 1990 година е избран за депутат във Върховния съвет (парламента) на РСФСР. От 1991 година е представител на президента на РФ в Нижни Новгород, после е първият губернатор на Нижегородска област (1991 – 1997). През 1993 година е избран за член на Съвета на Федерацията (горната палата на парламента) на Русия.
Той е министър на горивата и енергетиката (24 април – 20 ноември 1997), първи заместник-председател (17 март 1997 – 28 април 1998) и заместник-председател (28 април – 28 август 1998) на правителството на Русия.
От декември 1999 година заедно със Сергей Кириенко и Ирина Хакамада е начело на списъка на блок „Съюз на десните сили“. Избран е за член на Държавната Дума (горната палата) на Федералното събрание (парламента) на Руската федерация от 117-многомандатен Автозаводски избирателен район и неин заместник-председател. Той е сред съпредседателите на партията „Съюз на десните сили“ (председател от 14 декември 2001) и Младежкото движение „Млада Русия“.
На изборите през 2003 година оглавява списъка на партията за Държавната Дума, но партията не успява да преодолее 5%-ната граница и не влиза в парламента. След провала подава оставка.
В периода 2004 – 2005 година е председател на Съвета на директорите на групата „Ойл“, но след започване на проверки на търговската организация от финансовите власти Немцов напуска групата.
През 2004 година е избран за член на борда на „Комитет 2008 – Свободни избори“. От 2005 до 2006 година е съветник на президента на Украйна Виктор Юшченко.
В края на 2007 година обявява, че ще се кандидатира за президент на РФ. През 2008 година се отказва от членството си в Съюза на десните сили. По време на предизборната кампания се отказва от кандидатурата си и се оттегля от надпреварата.
Избран е за съпредседател на Партията на народната свобода „За Русия без произвол и корупция“ през 2010 г. Тя се разпуска при създаването на обединената Републиканска партия на Русия – Партия на народната свобода от 16 юни 2012 г., откогато е Немцов и неин съпредседател.
Борис Немцов е автор на научни статии и няколко книги. Доктор по физика и математика.
Женен е за Раиса Ахметовна (етническа татарка), имат дъщеря Жанна. Той има още 2 деца от любовницата си журналистката Екатерина Одинцова – син Антон (1995) и дъщеря Дина (2002). Освен това Немцов има дъщеря София (2004) от секретарката си Ирина Корольова, която преди това работи в Администрацията на президента на РФ. Немцов твърди, че не живее със съпругата си Раиса, но няма намерение да се развежда. Запазва добри отношения с официалната и бившите си граждански жени (съжителки) и се грижи добре за 4-те си деца.
В памет на Немцов се провежда ежегоден марш, подкрепен от руските либерални партии.